# Diewiatiny
Diewiatiny (ros. Девятины) – wieś (sieło) w Rosji, w obwodzie wołogodzkim, w rejonie wytiegorskim. W 2010 liczyła 1065 mieszkańców.